# Академія Сьохейдзака
35°42′03″ пн. ш. 139°46′00″ сх. д. / 35.700817° пн. ш. 139.766671° сх. д.

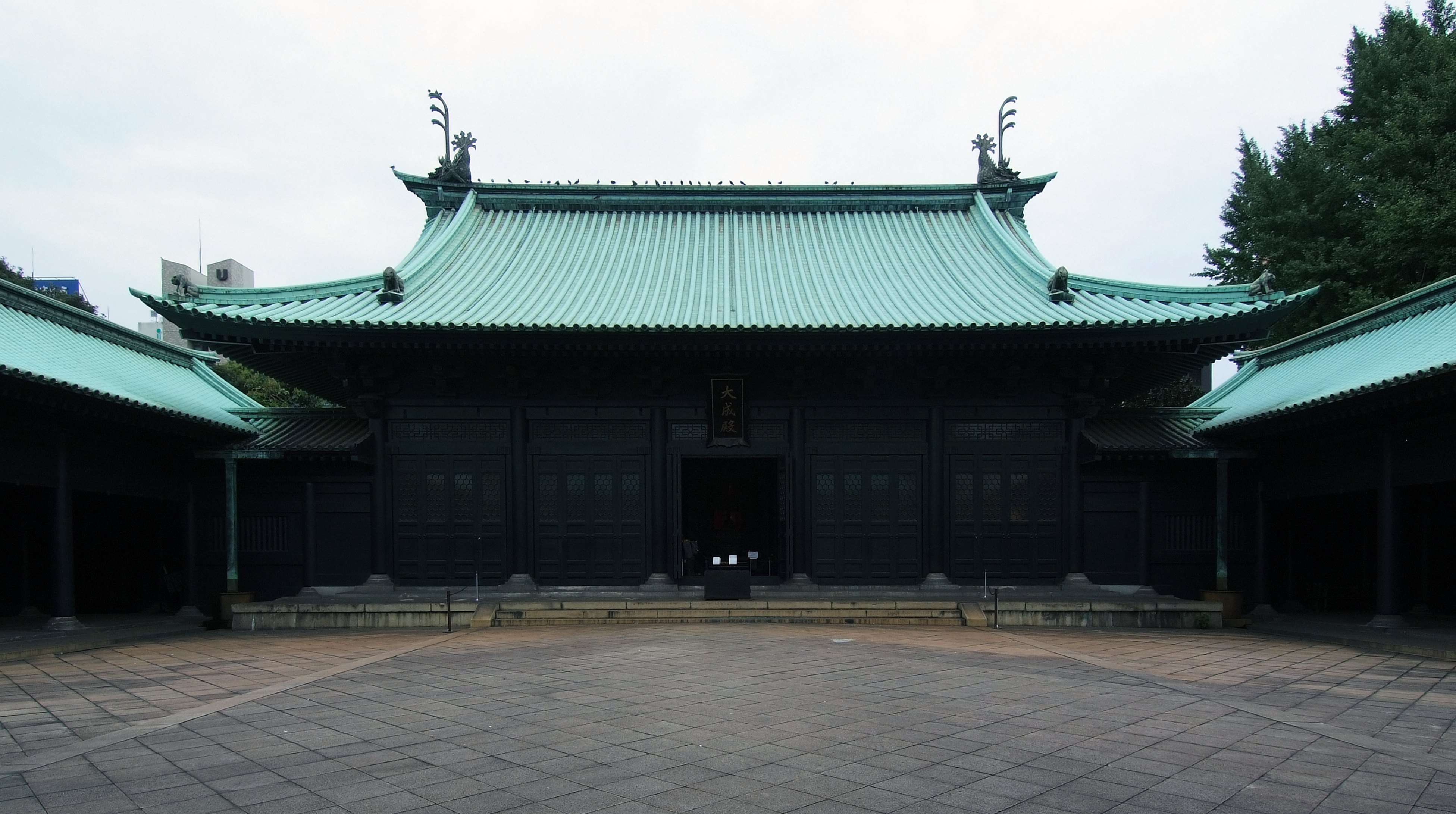
Храм Конфуція в Юсімі. Складова Академії Сьохейдзака

Академія Сьохейдзака (яп. 昌平坂学問所, しょうへいざかがくもんじょ, сьохейдзака ґакумонсьо) — вища урядова школа сьоґунату Токуґава в місті Едо, Японії. Інша назва — школа Сьохей (яп. 昌平黌, しょうへいこう, сьохейко).

## Короткі відомості
Академія Сьохейдзака бере початок від приватної школи і мавзолей Конфуція, що були споруджені 1630 року коштом неоконфуціанця Хаясі Радзана в районі Уено міста Едо. 1690 року за наказом 5-го сьоґуна Токуґави Цунайосі вони були перенесені до місцевості Юсіма району Канда, а після реформ Кансей, 1797 року перетворені на державну академію. Директорами академії служили представники роду Хаясі. Основним предметом було неоконфуціанство чжусіанської течії, яке викладали найкращим представникам тогочасного японського суспільства.
Після реставрації Мейдзі 1869 року Академія Сьохейдзака була перейменована в Університетську школу (大学校), але 1871 року була закрита. Викладацький склад школи згодом увійшов до колективу, що створив Токійський університет.